# Mansão Ab Kettleby

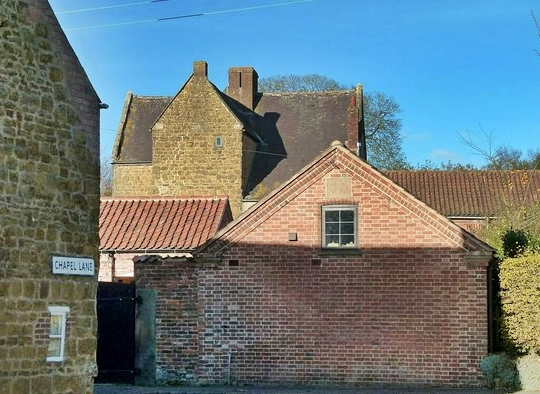
Mansão Ab Kettleby

A Mansão Ab Kettleby é uma casa do início do século XVII na vila de Ab Kettleby, em Leicestershire. Construída em pedra de ferro com uma chaminé central de tijolos, a casa tem planta cruciforme.